# Mimacraea somereni
Mimacraea somereni är en fjärilsart som beskrevs av Talbot 1937. Mimacraea somereni ingår i släktet Mimacraea och familjen juvelvingar. Inga underarter finns listade i Catalogue of Life.